# Julus ceilanicus
Julus ceilanicus är en mångfotingart som beskrevs av Brandt 1841. Julus ceilanicus ingår i släktet Julus och familjen kejsardubbelfotingar. Inga underarter finns listade i Catalogue of Life.